# ルイス・モロウニー
ルイス・モロウニー・アルベロ （Luis Molowny Arbero、1925年5月12日 - 2010年2月12日）は、スペイン・カナリア諸島州サンタ・クルス・デ・テネリフェ出身の元サッカー選手、元サッカー指導者。ポジションはFW。

## 経歴
アイルランドのクレア県出身の両親の下、スペインに生まれ、1946-47シーズンにレアル・マドリードへ加入した。加入1シーズン目にしてリーグ戦15試合11得点を記録し、レギュラーに定着。なお、デビュー戦はFCバルセロナとのエル・クラシコであり、79分にヘディングからゴールを挙げる鮮烈なデビューを飾っている。レアル・マドリードでは同年代に活躍したアルフレッド・ディ・ステファノやパコ・ヘント、フェレンツ・プスカシュといった選手達とプレーした。
1957-58シーズン終了後にUDラス・パルマスで現役引退後は指導者として前者のクラブや古巣レアル・マドリードの監督を歴任した。レアル・マドリードでは、成績不振によって解任された監督の後任として就任することが多かったが、毎度チームを立て直したことに加えて幾つかのタイトルを獲得したため、火消し役 (apagafuegos）という愛称で親しまれた。
2010年2月12日、故郷サンタ・クルス・デ・テネリフェで亡くなった。享年84歳。

## タイトル

### 選手
レアル・マドリード
- プリメーラ・ディビシオン : 3回 (1953-54, 1954-55, 1956-57)
- コパ・デル・レイ : 1回 (1946-47)
- チャンピオンズカップ : 2回 (1955-56, 1956-57)
- ラテン・カップ : 2回 (1954-55, 1956-57)
- コパ・エバ・ドゥアルテ : 1回 (1947-48)

### 監督
レアル・マドリード
- プリメーラ・ディビシオン : 3回 (1977-78, 1978-79, 1985-86)
- コパ・デル・レイ : 2回 (1973-74, 1981-82)
- UEFAカップ : 2回 (1984-85, 1985-86)
- コパ・デ・ラ・リーガ : 1回 (1984-85)

### 個人
- ドン・バロン・アワード最優秀監督賞 : 3回 (1977-78, 1978-79, 1979-80)